# Alive (álbum de Jessie J)
Alive es el segundo álbum de estudio de la cantante y compositora británica Jessie J, lanzado oficialmente el 23 de septiembre de 2013.

## Antecedentes y lanzamiento
El 31 de enero de 2012, la intérprete confirmó que ya había comenzado las grabaciones para su próximo disco. En una entrevista con Capital FM aseguró que quería trabajar con la cantante británica Ellie Goulding: «Me encanta su voz y creo que nuestras voces sonarían genial juntas». Además declaró que le gustaría trabajar con Adele, Beyoncé, Dev, James Morrison, Rihanna y Tinie Tempah. También dijo que quería grabar un dueto «feminista» con Tulisa Contostavlos. Después, en una entrevista con el diario Daily Star, comentó que con su segundo disco planeaba «explorar sus dolores». Afirmó además: 

«Habrá mucho más dolor en las letras de mi próximo álbum. A los siete años antes de que firmara mi contrato discográfico, estaba en un mal lugar y tenía miedo de que no pudiera salir de ahí. Es por eso que escribí música alegre, como una manera de tratar de escapar de lo que sentía [...] Ahora que soy más feliz, no voy a tener miedo de explorar mi dolor. Pero en el buen sentido; me dice que está bien no sentirse bien. No todas las canciones tienen un final feliz».

Durante los últimos días de enero de 2013, estuvo publicando diversas fotos de ella con artistas como Tinie Tempah y Fazer en un estudio. El 5 de febrero, reveló en Twitter que en solo una semana terminó siete canciones para el disco con la ayuda de Claude Kelly. También que estuvo trabajando recientemente con Sia. El 5 de marzo, publicó un vídeo en YouTube diciendo que ya había seleccionado la lista de canciones para el disco: «Hoy tuve una reunión con mi discográfica, mi mánager, mi productor ejecutivo, mi A&R, mi ingeniero, yo misma y todos decidimos las canciones de mi segundo disco [...] Estoy emocionada porque lo escuchen y está comenzando la etapa de acabado». Igualmente, agradeció a sus admiradores por creer en ella y añadió que el título del álbum se daría a conocer pronto. A finales del mes, reveló que varias canciones fueron producidas por Darkchild, quien ha trabajado en exitosos temas como «Telephone» de Lady Gaga y Beyoncé.
El 17 de mayo de 2013, tras haberse presentado en la final de American Idol, la cantante anunció en su cuenta de Twitter que el primer sencillo se llamaría «Wild» y contaría con la colaboración de los raperos Big Sean y Dizzee Rascal. El anuncio vino acompañado de un vídeo donde Jessie está grabándola en un estudio junto a Claude Kelly. A pesar de que «Wild» posee un estilo bastante más urbano que el de sus anteriores trabajos, reveló a la revista Glamour que no representaba el resto del disco, ya que en general era ecléctico. En la misma entrevista, dio varios detalles acerca del álbum, como el nombre de dos canciones, una llamada «Breathe» y otra «Daydreaming». También confirmó que había trabajado con Calvin Harris, pero que no sabía si dicha canción figuraría en la lista final de temas. Sobre el título del disco, comentó que sería una sola palabra que definiría completamente cómo se siente en su vida. Tras ello, circularon una serie de rumores que afirmaban que llevaba por título «Gold», aunque más tarde la cantante los negó todos.
Finalmente, el 17 de agosto reveló que su segundo álbum se llamaría Alive y sería lanzado el 23 de septiembre. Además, también mostró su portada, la cual es simplemente Jessie mirando directamente a la cámara mientras utiliza un par de aros. De acuerdo con ella misma, la imagen representa perfectamente el nombre del disco. Adicionalmente, confirmó la presencia de una nueva canción llamada «Excuse My Rude». Más tarde otras pistas como «Strip», «Square One» y «Conquer the World» también fueron confirmadas.

## Composición
En una entrevista con Daily Star, la intérprete afirmó que a pesar de tener una agenda apretada, se las estaba arreglando para encontrar tiempo para escribir sus canciones, diciendo que: «Para el próximo disco, tengo tres o cuatro canciones ya escritas. La gente dice que los álbumes deben ser trozos de su vida, pero para mí debe ser todo el tiempo. Tuve toda mi vida para escribir mi primer álbum, y no quiero llegar a tener seis semanas para escribir el segundo». Luego, en marzo de 2013, reveló a la revista Hunger que:

«Mi segundo álbum es el amor de mi vida ahora mismo. Estoy poniendo todo en él; trabajo 12 horas al día, creando voces y reescribiendo para hacerlo mejor. He crecido mucho; escribí mi álbum debut cuando tenía 18 y 20 años, ahora tengo 25 [...] [El disco] aún es muy honesto, ecléctico y amplio. A veces solo yo y un piano, algo de pop rock, un poco de soul, es un sonido bastante bueno. Estoy muy emocionada».

## Lista de canciones
- Edición estándar

| Alive |                                       |                                                                               |          |  |
| N.º   | Título                                | Escritor(es)                                                                  | Duración |  |
| 1.    | «It's My Party»                       | Jessie J, Claude Kelly, John Larderi y Colin Norman                           | 3:39     |  |
| 2.    | «Thunder»                             | Jessie J, Tor E. Hermansen, Mikkel S. Eriksen, Benjamin Levin y Claude Kelly  | 3:35     |  |
| 3.    | «Square One»                          | Jessie J, Tom Barnes, Peter Kelleher y Ben Kohn                               | 3:46     |  |
| 4.    | «Sexy Lady»                           | Jessie J, Joshua Coleman y Claude Kelly                                       | 3:13     |  |
| 5.    | «Harder We Fall»                      | Jessie J, Dr. Luke, Ammar Malik, Daniel Omelio y Henry Walter                 | 3:57     |  |
| 6.    | «Breathe»                             | Jessie J, Sia, Tor E. Hermansen y Mikkel S. Eriksen                           | 3:57     |  |
| 7.    | «I Miss Her»                          | Jessie J, Claude Kelly y Charles T. Harmony                                   | 3:58     |  |
| 8.    | «Daydreamin'»                         | Jessie J, Claude Kelly, Josh Abraham y Oliver Goldstein                       | 2:47     |  |
| 9.    | «Excuse My Rude» (con Becky G)        | Jessie J, Becky G, Dr. Luke, Niles Hollow-Dhar, Ammar Malik y Henry Walter    | 3:07     |  |
| 10.   | «Wild» (con Big Sean y Dizzee Rascal) | Jessie J, Claude Kelly, Dizzee Rascal, Ammo y Big Sean                        | 3:54     |  |
| 11.   | «Gold»                                | Jessie J, Claude Kelly, Joshua Coleman y Henry Walter                         | 3:24     |  |
| 12.   | «Conquer the World» (con Brandy)      | Jessie J, Claude Kelly, John Webb, Anders Froen, J. DeBardlabon y Are Sorknes | 3:26     |  |
| 13.   | «Alive»                               | Jessie J, Claude Kelly y Rodney Jerkins                                       | 3:24     |  |

## Posicionamiento en listas

### Semanales
| Alemania          | German Albums Chart      | 35  |
| Australia         | Australian Albums Chart  | 7   |
| Austria           | Austrian Albums Chart    | 36  |
| Bélgica (Flandes) | Ultratop 200 Albums      | 26  |
| Bélgica (Valonia) | Ultratop 200 Albums      | 34  |
| España            | Spanish Albums Chart     | 19  |
| Francia           | French Albums Chart      | 104 |
| Irlanda           | Irish Albums Chart       | 6   |
| Nueva Zelanda     | New Zealand Albums Chart | 18  |
| Países Bajos      | Dutch Albums Chart       | 19  |
| Reino Unido       | UK Albums Chart          | 3   |
| Suiza             | Swiss Albums Chart       | 15  |

### Certificaciones
| Territorio  | Organismo certificador | Certificación | Ventas certificadas | Ref.   |
| ----------- | ---------------------- | ------------- | ------------------- | ------ |
| Reino Unido | BPI                    | Oro           | 100 000             | [ 38 ] |